# Merino (pecora)

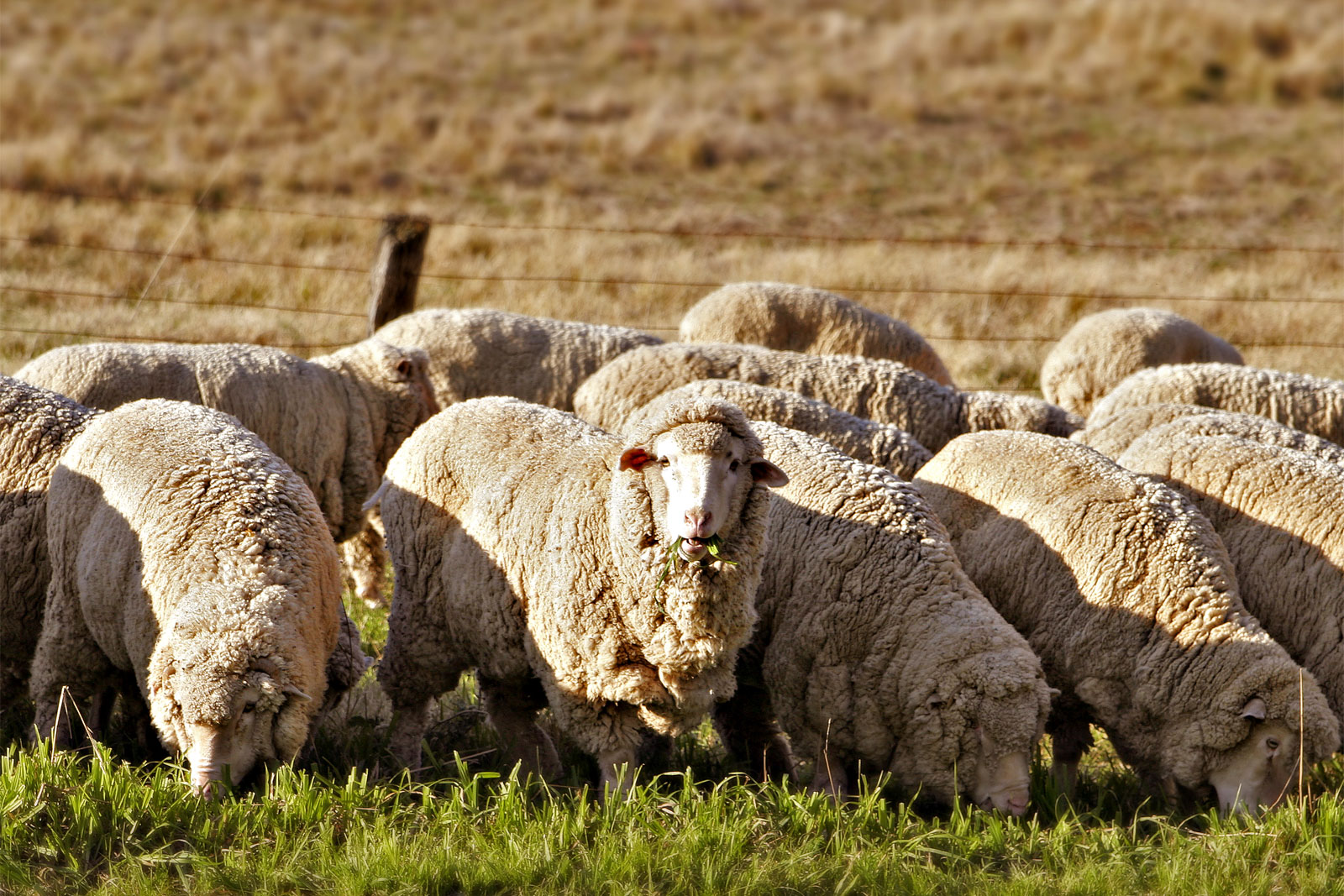
Pecore che danno lana

La merino, o merinos, è una razza di pecora apprezzata soprattutto per il suo vello, da cui si ottiene una lana molto fine e pregiata.

## Origine e storia
La sua origine è incerta. Conosciuta probabilmente in Medioriente già in età antica, sarebbe passata nella Penisola Iberica attraverso il Marocco nell'Alto Medioevo, e il nome merinos potrebbe avere origine dalla dinastia dei Merinidi, che governò sul Marocco e che invase più volte la Penisola Iberica. Di certo, la merino moderna deriva da una razza allevata in Spagna nel XII secolo. La stessa Spagna, per legge, ne ha mantenuto l'esclusiva fino al XVII secolo. 
Il primo paese a cui la Spagna concesse la pecora merino, all'inizio del XVIII secolo, fu la Francia, pare in seguito ad una donazione tra i rispettivi sovrani. 
La produzione industriale di tessuti di lana merino per abiti ha avuto un forte impulso nel secondo dopoguerra. Tra i principali motivi, l'esigenza del clero che, evidentemente, deve indossare determinati abiti in tutte le stagioni, anche d'estate. In Australia la pecora merino fu introdotta all'inizio del XIX secolo e trovò un ambiente particolarmente adatto grazie al clima favorevole ed alla disponibilità di pascoli.

## Caratteri produttivi
Ogni esemplare può arrivare a produrre fino a 10 kg di lana molto pregiata.

## Distribuzione
Si stima che quasi la metà della produzione mondiale di lana merino provenga dall'Australia. 
La Nuova Zelanda è il paese con il maggior numero di pecore merino in rapporto alla popolazione: ce ne sono 27,6 milioni (2016), a fronte di 5 milioni e mezzo di abitanti. 
Oggi è presente in svariate parti del mondo e si stima che quasi la metà delle pecore esistenti appartengano alla razza merino. 

### Sottorazze
Ne esistono molte sottorazze. Una sottorazza di merino allevata in Australia, la merino poll, è priva di corna.